# آتاراگاما-هونانا-اویا
آتاراگاما-هونانا-اویا (به لاتین: Attaragama Hunnana-oya) یک منطقهٔ مسکونی در سری‌لانکا است که در استان مرکزی (سری‌لانکا) واقع شده‌است.